# 볼프손비스카차
볼프손비스카차(Lagidium wolffsohni)는 친칠라과에 속하는 설치류의 일종이다. 희귀종으로 아르헨티나 남서부와 칠레 인근 지역에서 발견된다.

## 서식지 및 생태
해수면 이상의 최대 해발 약 4,000m까지 분포한다. 산악 지역의 암반 돌출부 지역에서 발견된다.